# Leptasterias hispidella
Leptasterias hispidella är en sjöstjärneart som beskrevs av Addison Emery Verrill 1895. Leptasterias hispidella ingår i släktet Leptasterias och familjen trollsjöstjärnor. Inga underarter finns listade i Catalogue of Life.